# Diocèse de Victoria (États-Unis)
Le diocèse de Victoria (en latin : dioecesis Victoriensis in Texia ; en anglais : diocese of Victoria in Texas) est une église particulière de l'Église catholique aux États-Unis. Il couvre le centre de la côte du Texas, dans le sud-est de l'État. Son évêque actuel est Mgr Brendan Cahill, depuis 2015.

## Histoire
Le diocèse de Victoria au Texas est érigé le 13 avril 1982, par détachement de ceux de Corpus Christi et de Galveston-Houston, et de l'archevêché de San Antonio.
En 2004, le diocèse rejoint la nouvelle province ecclésiastique de Galveston-Houston, qui couvre l'est du Texas.

## Territoire
Le diocèse de Victoria s'étend sur 10 comtés du sud-est du Texas : Colorado, Wharton, Matagorda, Lavaca, Jackson, Dewitt, Victoria, Calhoun, Goliad et la partie du comté de Fayette au sud du Colorado (la partie nord relève du diocèse d'Austin).
Sa cathédrale est la cathédrale Notre-Dame-de-la-Victoire (Our Lady of Victory), dans la ville de Victoria, au Texas. Afin de le distinguer de son homonyme canadien, son nom officiel précise "diocèse de Victoria au Texas".

## Cathédrale Notre-Dame-de-la-Victoire
La cathédrale du diocèse était initialement une simple église paroissiale. Grâce aux dons des paroissiens, un terrain est acquis en 1955 par la paroisse Sainte-Marie voisine, et le 7 avril 1957, Mgr Robert Lucey, archevêque de San Antonio, pose la première pierre. Le 14 juillet 1958, Mgr Stephen Leven, évêque auxiliaire, procède à la dédicace, puis le 4 novembre 1958, c'est la consécration solennelle : les autels de l'église reçoivent notamment des reliques de saint Urbain, 17e pape, et de saint Séverin de Scythopolis, évêque martyr du Ve siècle.
Le 13 avril 1982, le diocèse est créé, et Notre-Dame-de-la-Victoire est choisie comme cathédrale. Mgr Graham est installé le 23 mai.
En 2017, la cathédrale est touchée par l'ouragan Harvey, en particulier la toiture et le haut des murs. Des travaux sont donc entrepris de 2017 à 2020.

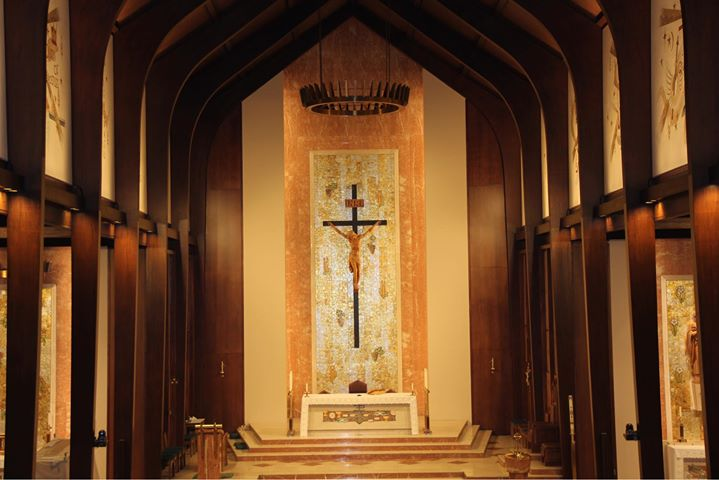
Vue sur le chœur depuis la tribune de l'orgue.
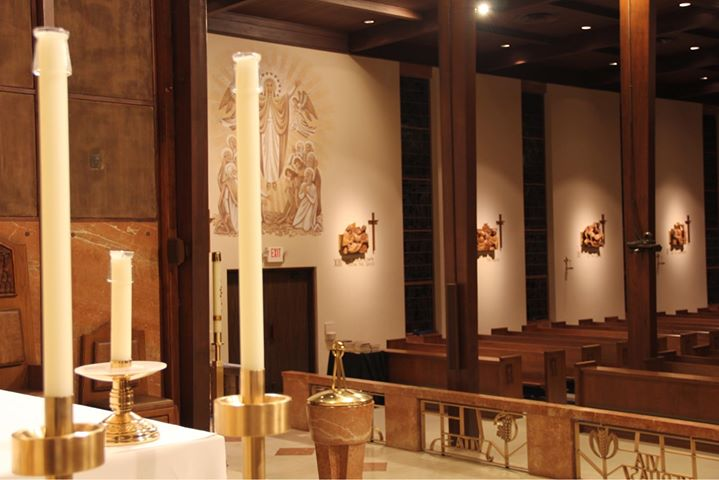
Vue sur la nef.
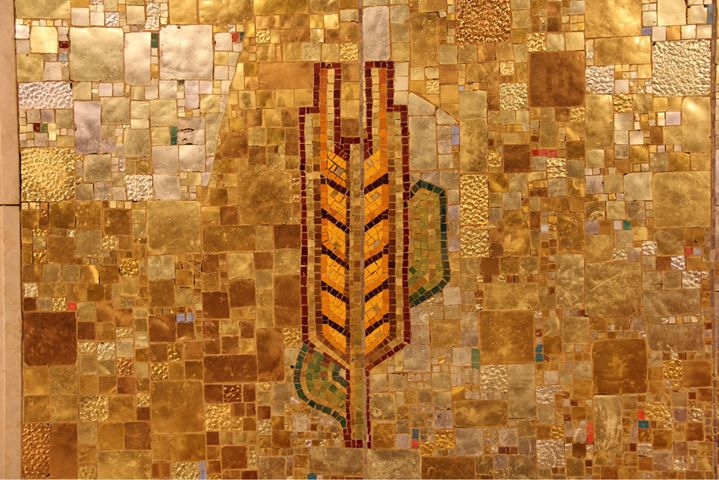
Détail des mosaïques de l'autel.
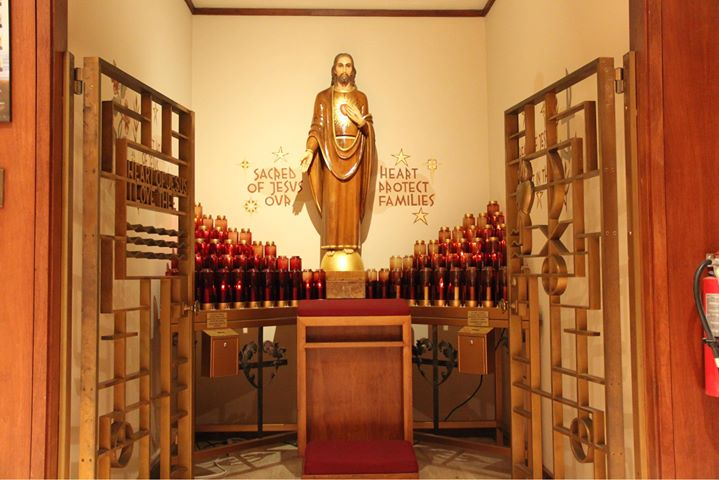
La chapelle du Sacré-Cœur.

## Évêques
- 13 avril 1982 - 9 décembre 1989 : Charles Grahmann (Charles Victor Grahmann), auparavant évêque auxiliaire de San Antonio, nommé coadjuteur puis évêque de Dallas
- 7 avril 1990 - 23 avril 2015 : David Fellhauer (David Eugène Fellhauer)
- depuis le 23 avril 2015 : Brendan Cahill (Brendan John Cahill)

## Sources
1. ↑  (en) Paroisse Notre-Dame de la Victoire, « History of Our Lady of Victory » [« Histoire de la Cathédrale Notre-Dame de la Victoire »] (consulté le 2 avril 2020).
2. ↑  (en) « Knights give aid to churches still rebuilding, repairing after hurricanes », sur nrconline.org, National Catholic Reporter, 19 décembre 2017 (consulté le 2 avril 2020).

## Voir également
- Église catholique aux États-Unis
- Liste des juridictions catholiques aux États-Unis